# Zvir
Zvir je lokalita na Slovensku na jihozápadním úbočí Eliášovky, nejvyššího vrcholu Ľubovnianské vrchoviny. Jedná se o známé řeckokatolické mariánské poutní místo v Prešovském kraji. Osada s poutním kostelem se nachází v nadmořské výšce přibližně 820 metrů asi 2,5 km severně od Litmanové v okrese Stará Ľubovňa. Pojmenování zdejší horské louky, tzv. poľany, vzniklo zkomolením názvu Zvor, který vyjadřoval spojení úbočí.

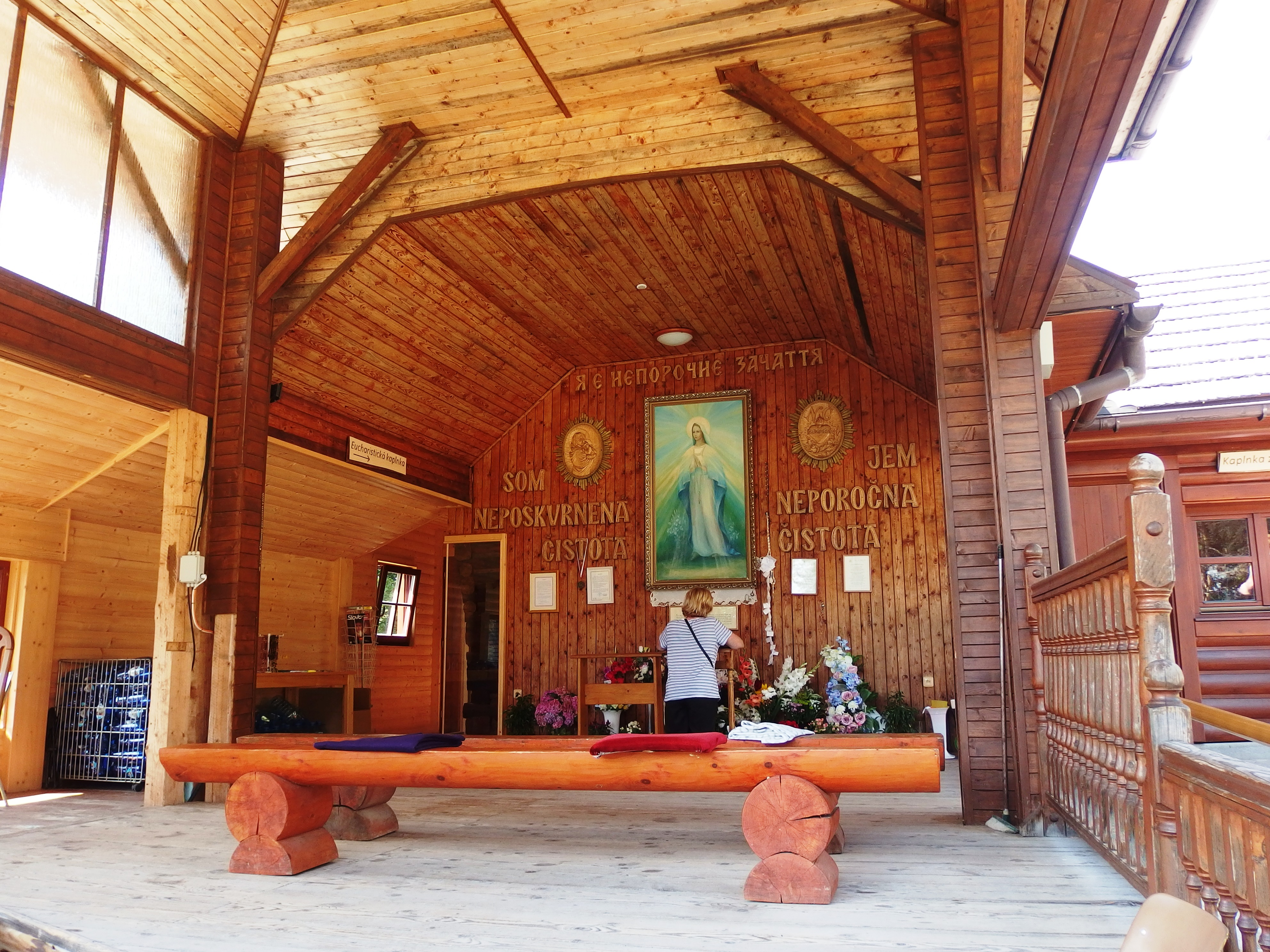
Oltář

Na Zviru se nachází kaple zjevení, liturgické místo řeckokatolické církve. V letech 1990–1995 se zde dvěma místním dívkám (Ivetě Korčákové a Kataríně Češelkové) údajně zjevovala přesvatá Bohorodička.